# Rasenkraftsport
Der Rasenkraftsport gehört zur Schwerathletik und besteht aus den drei Disziplinen Hammerwerfen, Gewichtwerfen und Steinstoßen, die teils als Einzeldisziplinen oder im Dreikampf ausgetragen werden.
Je nach Altersgruppe sind die Geräte unterschiedlich schwer. Die einzelnen Altersgruppen sind in Gewichtsklassen eingeteilt, um auch „leichteren“ Athleten die Möglichkeit zu bieten, Rekorde und Meisterschaften zu erringen. Eine Mannschaftswertung, die sich jeweils aus einem Athleten jeder Gewichtsklasse einer Altersgruppe zusammensetzt, rundet die Sportart ab.
Im Jahr 2005 ist für die Bundesligawertung der Männer eine Relativwertung eingeführt worden. Im Gegensatz zu der üblichen Dreikampfwertung wird dabei die erzielte Dreikampfleistung eines Athleten noch durch sein vor dem Wettkampf festgestelltes Körpergewicht dividiert. Eine Mannschaft besteht dabei aus vier Personen.

## Geschichte
Das Hammerwerfen und das Gewichtwerfen sollen ihren Ursprung in den keltischen Sportdisziplinen Irlands und Schottlands haben. Seit 1834 sind die schottischen Highland- und Border-Games mit diesen Disziplinen dokumentiert. Das Steinstoßen dagegen hat seinen Ursprung im deutschen Mittelalter.
In den USA, in denen das Hammerwerfen durch irische Einwanderer populär geworden war, und in Deutschland entwickelte sich diese Disziplin in sehr unterschiedlicher Weise. Während sich Hammer- und auch Gewichtwerfen im US-amerikanischen Sport etablieren konnten, wurde der Rasenkraftsport in der deutschen Leichtathletik eher vernachlässigt.
1912 gab der Leichtathletikverband die drei Wurfübungen ganz an den Schwerathletik-Verband ab, die Disziplinen des Rasenkraftsports werden seitdem der Schwerathletik zugerechnet. 1923 wurden die unterschiedlichen Gewichtsklassen eingeführt.

### Bekannte Sportler
- Rudolf Ismayr, Olympiasieger 1932 im Gewichtheben (Mittelgewicht)

## Europameisterschaften
Seit 2001 werden auch im zweijährigen Rhythmus Europameisterschaften durchgeführt, bisher an folgenden Orten:
- 2001 München, Deutschland
- 2003 Szombathely, Ungarn
- 2005 Rüdlingen, Schweiz
- 2007 Waiblingen, Deutschland
- 2009 St. Pölten, Österreich
- 2011 Karlsruhe, Deutschland
- 2013 Hagenau, Frankreich
- 2015 Heidenheim, Deutschland

Die ersten Deutschen Meisterschaften im Rasenkraftsport fanden 1913 in Kassel statt.